# Горњи Очауш
Горњи Очауш је насељено мјесто у општини Теслић, Република Српска, БиХ. Према попису становништва из 2013. у насељу је живјело 583 становника.
Овде се налази Храм Светог великомученика Прокопија у Очаушу.

## Географија
На око 1,3 километра узводно од насеља спајањем потока Пенаве и Михајловца настаје ријека Велика Усора.

## Становништво
| Националност       | 2013. | 1991. | 1981. | 1971. | 1961. |
| Срби               |       | 957   | 1.230 | 960   | 790   |
| Југословени        |       | 2     | 7     |       | 2     |
| Хрвати             |       | 1     | 1     | 1     | 1     |
| Муслимани          |       |       |       |       | 1     |
| остали и непознато |       |       | 1     | 8     | 1     |
| Укупно             | 583   | 960   | 1.239 | 969   | 795   |

| Демографија | Демографија | Демографија |
| Година      | Становника  | Становника  |
| ----------- | ----------- | ----------- |
| 1961.       | 795         |             |
| 1971.       | 969         |             |
| 1981.       | 1.239       |             |
| 1991.       | 960         |             |
| 2013.       | 583         |             |